# Капуйт
Капуйт (арм. Կապույտ) — село в Вайоцдзорской области Армении.

## География
Село расположено в юго-восточной части марза, на правом берегу реки Ахта/Капуйтк, на расстоянии 26 километров (по прямой) к юго-востоку от города Ехегнадзор, административного центра области. Абсолютная высота — 1840 метров над уровнем моря.
Климат
Климат характеризуется как умеренно холодный, влажный (Dfb в классификации климатов Кёппена). Среднегодовая температура воздуха составляет 7,3 °C. Средняя температура самого холодного месяца (января) составляет −5 °С, самого жаркого месяца (июля) — 19 °С. Расчётная многолетняя норма атмосферных осадков — 454 мм. Наибольшее количество осадков выпадает в мае (77 мм).

## Население
| Год переписи | Население          | Население          | Население          | Население            | Население            | Население            |
| Год переписи | Наличное население | Наличное население | Наличное население | Постоянное население | Постоянное население | Постоянное население |
| Год переписи | Всего              | Мужчины            | Женщины            | Всего                | Мужчины              | Женщины              |
| ------------ | ------------------ | ------------------ | ------------------ | -------------------- | -------------------- | -------------------- |
| 2001         | н/д                | н/д                | н/д                | н/д                  | н/д                  | н/д                  |
| 2011         | 25                 | 12                 | 13                 | 23                   | 11                   | 12                   |

| Год  | Численность | Численность |
| ---- | ----------- | ----------- |
| 1831 | 35          | [ 10 ]      |
| 1897 | 159         | [ 10 ]      |
| 1926 | 125         | [ 10 ]      |
| 1939 | 143         | [ 10 ]      |
| 1959 | 226         | [ 10 ]      |
| 1970 | 348         | [ 10 ]      |
| 1979 | 414         | [ 10 ]      |
| 2011 | 23          | [ 11 ]      |

## галерея

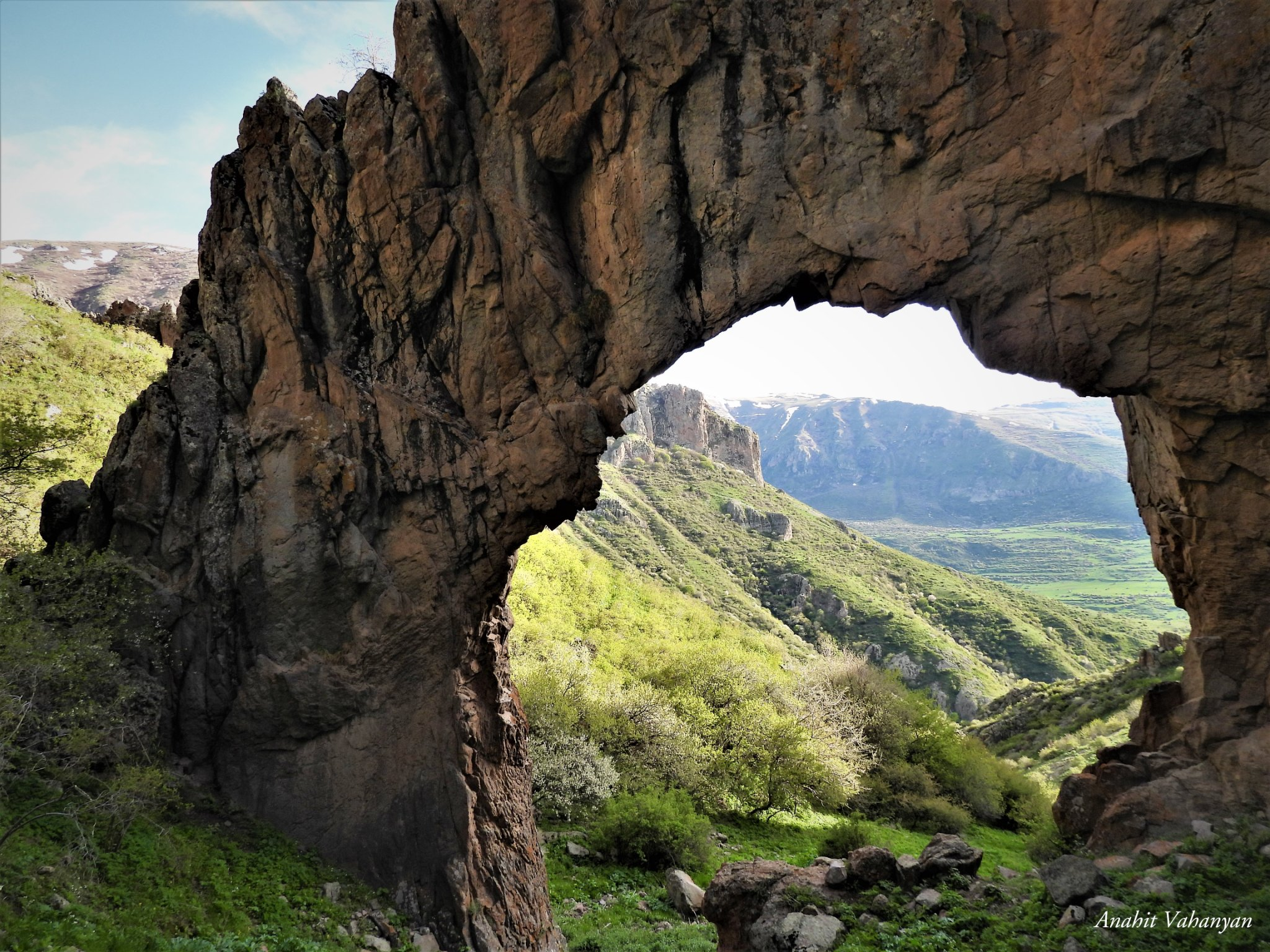
Базальтовый мост